# Riboy
Riboy, fugue pour violoncelle est un roman de Jean-Louis Gouraud publié en 2001 aux éditions Optipress, et diffusé par les éditions Belin. Ce roman a inspiré le film Chamane de Bartabas. Il a été réédité dans une édition en trois volumes avec Serko et Ganesh, du même auteur, aux éditions du Rocher le 23 mars 2006.

## Résumé
Un violoncelliste myope et un chamane yakoute protégé des esprits sont prisonniers d'un goulag en Sibérie sans espoir d'en sortir, quand ils parviennent à s'enfuir en apprivoisant deux petits chevaux à moitié sauvages. Ils sont séparés et Dimitri, le violoncelliste, doit apprendre à connaître sa monture, qu'il a baptisée Riboy, pour avoir une chance de survivre.

## Éditions
- Jean-Louis Gouraud, Serko : Suivi de deux autres ciné-romans Riboy et Ganesh, éditions du Rocher, coll. « Cheval-Chevaux », 23 mars 2006